# Anthony Gilbert
Pour les articles homonymes, voir Gilbert.
Anthony Gilbert, pseudonyme de Lucy Beatrice Malleson, née le 15 février 1899 à Londres et décédée dans la même ville le 9 décembre 1973, est un auteur britannique de roman policier. L'auteur a également publié des romans et une autobiographie sous le pseudonyme Anne Meredith.

## Biographie
Née à Upper Norwood, dans le district londonien de Croydon, elle fait ses études dans une école de Hammersmith, puis travaille un temps comme secrétaire, notamment à la Croix-Rouge, avant de se consacrer uniquement à l’écriture.
Elle adopte le pseudonyme Anthony Gilbert pour publier des romans policiers qui obtiennent un grand succès et qui font d’elle un nom de la littérature policière britannique, bien que nombre de ses lecteurs aient toujours cru qu’ils lisaient un auteur masculin.
Ses héros, le politicien Scott Egerton, qui revient dans dix romans, et l’avocat Arthur G. Crook, qui en compte cinquante, ont la particularité de sortir des sentiers battus.  Arthur Crook, surtout, affiche des idées singulières. Pour prouver l’innocence d’un de ses clients, il n’hésite pas à contourner la loi et à être aussi retors que le Perry Mason de Erle Stanley Gardner. Grand amateur de bière, et aussi obèse que le  Nero Wolfe de Rex Stout, il se met au volant de sa Rolls Royce pour parcourir la distance entre sa maison londonienne de  Brandon Street et son étude, sise au 123 Bloomsburry Street.  Au dernier étage d’un immeuble délabré, dans un quartier déclassé, ce bureau ressemble d’ailleurs plus à un capharnaüm qu’au lieu rangé et propre où un homme de loi sérieux et ordonné devrait recevoir ses clients.  De toute façon, il préfère à son bureau le pub du coin où il se fond dans le décor avec son veston et son pantalon bruns et irrémédiablement frippés.  Ce manque de respect des conventions et des apparences est pourtant un indice de ses capacités à deviner au-delà des faux-semblants les motivations et les actions de dangereux criminels.
Anthony Gilbert est l’un des membres fondateurs du Detection Club en 1931.

## Œuvre

### Romans

#### SérieScott Egerton
- Tragedy at Freyne (1927)
- The Murder of Mrs Davenport (1928)
- Death at Four Corners (1929)
- The Mystery of the Open Window (1929)
- The Night of the Fog (1930)
- The Body on the Beam (1932)
- The Long Shadow (1932) Publié en français sous le titre L’Ombre tragique, Paris, Nouvelle Revue Critique, coll. L'Empreinte no 64, 1935
- The Musical Comedy Crime (1933) Publié en français sous le titre L’Homme aux cheveux roux, Paris, Nouvelle Revue Critique, coll. L'Empreinte no 72, 1935
- An Old Lady Dies (1934)
- The Man Who Was Too Clever (1935)

#### SérieM. Dupuy
- The Man in Button Boots (1934)
- Courtier to Death (1936)

#### SérieArthur G. Crook
- Murder by Experts ou The Dover Train Mystery (1936) Publié en français sous le titre Mort d’un collectionneur, Paris, Nouvelle Revue Critique, coll. L'Empreinte no 112, 1937
- The Man Who Wasn't There (1937)
- Murder Has No Tongue (1937)
- Treason in My Breast (1938)
- The Clock in the Hatbox (1939) Publié en français sous le titre Le Meurtre d’Edward Ross, Paris, Librairie des Champs-Élysées, Le Masque no 1426, 1976 ; réédition, Paris, Librairie des Champs-Élysées, Le Club des Masques no 505, 1983
- The Bell of Death (1939)
- Dear Dead Woman ou Death Takes a Red-Head (1940) Publié en français sous le titre Un inconnu dans l’ombre, Paris, Librairie des Champs-Élysées, Le Masque no 1414, 1976
- The Vanishing Corpse ouShe Vanished in the Dawn (1941)
- The Woman in Red (1941)
- Something Nasty in the Woodshed (1942) Publié en français sous le titre Au coin du bois, Paris, Denoël, coll. Oscar no 8, 1952
- The Case of the Tea-Cosy's Aunt (1942)
- The Mouse Who Wouldn't Play Ball (1943)
- A Spy for Mr. Crook (1944)
- The Scarlet Button (1944)
- The Black Stage (1945)
- Don't Open the Door! ou Death Lifts the Latch (1945) Publié en français sous le titre N’ouvrez pas cette porte, Paris, Nouvelle Revue Critique, coll. Le Limier no 10, 1948
- The Spinster's Secret (1946)
- Death in the Wrong Room (1947)
- Die in the Dark (1947)
- Lift Up the Lid (1948)
- Death Knocks Three Times (1949)
- Murder Comes Home (1950)
- A Nice Cup of Tea (1950)
- Lady-Killer (1951)
- Miss Pinnegar Disappears (1952)
- Footsteps Behind Me (1953)
- Snake in the Grass ou Death Won’t Wait (1954) Publié en français sous le titre Le Serpent dans l’herbe, Paris, Librairie des Champs-Élysées, Le Masque no 563, 1956
- Is She Dead Too? ou A Question for Murder (1955)
- Riddle of a Lady (1956)
- And Death Came Too (1956)
- Give Death a Name (1957)
- Death Against the Clock (1958)
- Death Takes a Wife (1959)
- Third Crime Lucky (1959)
- Out for the Kill (1960)
- Uncertain Death (1961)
- She Shall Die ou After the Verdict (1961) Publié en français sous le titre Le Lion du barreau, Paris, Librairie des Champs-Élysées, Le Masque no 928, 1966
- No Dust in the Attic (1962)
- Ring for a Noose (1963)
- Knock, Knock, Who's There? (1964)
- The Fingerprint (1964)
- Passenger to Nowhere (1965)
- The Looking Glass Murder (1966)
- The Visitor (1967)
- Night Encounter (1968)
- Missing from Her Home (1969) Publié en français sous le titre Pour deux sous de vinaigre, Paris, Librairie des Champs-Élysées, Le Masque no 1135, 1970 ; réédition, Paris, Librairie des Champs-Élysées, Le Club des Masques no 332, 1978
- Death Wears a Mask (1970)
- Tenant for the Tomb (1971)
- Murder's a Waiting Game (1972) Publié en français sous le titre Au revoir, Mr. Crook, Paris, Librairie des Champs-Élysées, Le Masque no 1325, 1974
- A Nice Little Killing (1974)

#### Autres romans
- The Case Against Andrew Fane (1931)
- Death in Fancy Dress (1933)
- He Came by Night (1944)
- Crime on the Coast (1984), en collaboration avec des membres du Detection Club
- No Flowers by request (1984), en collaboration avec des membres du Detection Club

#### Romans signés Anne Meredith
- Portrait of a Murderer (1934)
- There’s Always Tomorrow ou Home is the Heart (1937)
- The Coward (1934)
- The Gambler (1937)
- The Showman (1938)
- The Stranger (1939)
- The Adventurer (1940)
- The Family Man (1942)
- Curtain, Mr. Greatheart (1943)
- The Beautiful Miss Burroughes (1945)
- The Rich Woman (1947)
- The Sisters (1949)
- The Draper of Edgecumbe (1950)
- A Fig for Virtue (1951)
- Call Back Yesterday (1952)
- The Innocent Bride (1954)
- The Day of the Miracle (1955)
- Impetuous Heart (1956)
- Christine (1957)
- A Man in the Family (1959)
- The Wise Child (1960)
- Up Goes the Monkey (1962)

#### Romans signés J. Kilmeny Keith
- The Man Who Was London (1925)
- The Sword of Harlequin (1927)

### Nouvelles

#### Nouvelles de la sérieArthur G. Crook
- You Can’t Hang Twice (1946) Publié en français sous le titre Dans le brouillard, Paris, Opta, Mystère magazine no 11, décembre 1948
- Once is Once Too Many (1955) Publié en français sous le titre Une fois de trop, Paris, Opta, Mystère magazine no 123, avril 1958

#### Autres nouvelles
- The Cockroach and the Tortoise (1935) Publié en français sous le titre Le Cafard et la Tortue, Paris, Opta, Mystère Magazine no 61, février 1953 ; réédition dans "Histoires de fines mouches", Paris, Pocket no 3230, 1990
- Horseshoes for Luck (1935) Publié en français sous le titre Les Sabots de Barbe-Bleue, Paris, Opta, Mystère Magazine no 41, juin 1951
- Film Addict (1941)
- A Vie Bohème (1945)
- Swan Song (1945)
- Black for Innocence (1950) Publié en français sous le titre La Preuve de l’innocence, Paris, Fayard, Le Saint détective magazine no 29, février 1956
- What Would You Have Done? (1951) Publié en français sous le titre Qu’auriez-vous fait?, Paris, N.M.P.P., Ici Police no 3, s.d.
- Over my Dead Body (1952) Publié en français sous le titre Sur mon cadavre, Paris, Opta, Mystère Magazine no 101, juin 1956 ; réédition dans 30 recettes de crimes parfaits, Nantes, L’Atalante, 1998
- Remember Madame Clementine (1955)
- Give Me a Ring (1955)
- Sequel to Murder ou For Tomorrow We Die (1956) Publié en français sous le titre L’Énigmatique Madame Masters, Paris, Fayard, Le Saint détective magazine no 43, septembre 1958
- Blood Will Tell (1958)
- The Goldfish Button (1958) Publié en français sous le titre Le Bouton bleu, Paris, Opta, Mystère Magazine no 128, septembre 1958
- The Blackmailer (1961)
- Even a Woman (1963) Publié en français sous le titre Le Témoignage des fleurs, Paris, Fayard, Le Saint détective magazine no 120, février 1965
- A Nice Little Mare Called Murder (1964)
- He Found Out Too Late (1964) Publié en français sous le titre Il devina trop tard, Paris, Fayard, Le Saint détective magazine no 147, mai 1967
- The Eternal Chase (1965) Publié en français sous le titre L’Éternelle Poursuite, Paris, Opta, L’Anthologie du mystère no 8, 1970 ; réédition dans Enfants rouges, Julliard, Bibliothèque criminelle, 1990
- Sleep is the Enemy (1966)
- The Dove and the Hawk (1966)
- Cat Among the Pigeons (1966) Publié en français sous le titre Dormez, Miss Brown, Paris, Opta, Mystère Magazine no 238, novembre 1967
- The Intruders (1967)
- Point of No Return (1968) Publié en français sous le titre Le Point de non-retour, Paris, Opta, Mystère Magazine no 266, mars 1970
- Who Cares About and Old Woman? (1968)
- The Puzzle Heart (1969) Publié en français sous le titre Le Cœur perplexe, Paris, Opta, Mystère Magazine no 258, août 1969
- The Mills of God (1969)
- The Night of the Party (1969)
- Tiger on the Premises (1969)
- The Funeral of Dendy Watt (1970)
- The Quiet Man (1970) Publié en français sous le titre Un homme tranquille, Paris, Opta, Mystère Magazine no 264, février 1970
- Door to a Different World (1971) Publié en français sous le titre Porte sur un monde différent, Paris, Opta, Mystère Magazine no 270, août 1970
- When Suns Collide (1972) Publié en français sous le titre Quand deux soleils se rencontrent, Paris, Opta, Mystère Magazine no 294, août 1972
- Fifty Years Later (1973) Publié en français sous le titre Cinquante ans après, Paris, Opta, Mystère Magazine no 312, février 1974
- A Day of Encounters (1974)
- The Invisible Witness (1974) Publié en français sous le titre Le Témoin invisible, Paris, Opta, Mystère Magazine no 319, septembre 1974

### Autobiographie
- Three-a-Penny (1940), signée Anne Meredith

### Théâtre
- Mrs. Boot's Legacy: a Sketch for Three Female Characters (1941)

### Pièces  radiophoniques
- The Plain Woman 1940)
- Death at 6:30 (1940)
- A Cavalier in Love (1940)
- The Bird of Passage (1941)
- There's Always Tomorrow (1941)
- Calling Mr. Brown (1941)
- He Came by Night (1941)
- The Adventurer (1941)
- Footprints (1941)
- Thirty Years Is a Long Time (1941)
- A Bird in a Cage (1942)
- His Professional Conscience (1942)
- Find the Lady (1942)
- The Home-Coming (1944)
- Mystery Man of New York (1945)
- Of Brides in Baths (1945)
- Full Circle (1946)
- Hard Luck Story (1947)
- The Sympathetic Table (1948)
- A Nice Cup of Tea (1948)
- Profitable Death (1950)
- After the Verdict (1952)
- Now You Can Sleep (1952)
- My Guess Would Be Murder (1954)
- I Love My Love with an 'A' (1957)
- No One Will Ever Know (1960)
- Black Death (1960)
- And Death Came Too (1962)

### Adaptations cinématographiques
- 1943 : Contre-espionnage (en) (They Met in the Dark), film de Carl Lamac, d’après The Vanished Corpse (1941), avec James Mason et Joyce Howard
- 1944 : Candles at Nine (en), film de John Harlow (en), d’après The Mouse Who Wouldn't Play Ball (1943), avec Eliot Makeham (en) et Beatrix Lehmann
- 1945 : Le Calvaire de Julia Ross (My Name is Julia Ross), film de Joseph H. Lewis, d’après The Woman in Red (1941), avec Nina Foch et George Macready
- 1949 : La Trampa (Dead of Winter), film argentin de Carlos Hugo Christensen
- 1987 : Froid comme la mort (Dead of Winter), film de Arthur Penn, d’après The Woman in Red (1941), avec Mary Steenburgen et Roddy McDowall

## Sources
- Jacques Baudou et Jean-Jacques Schleret, Le Vrai Visage du Masque, vol. 1, Paris, Futuropolis, 1984, 476 p. (OCLC 311506692), p. 217-219.
- Claude Mesplède, Dictionnaire des littératures policières, vol. 1 : A - I, Nantes, Joseph K, coll. « Temps noir », 2007, 1054 p. (ISBN 978-2-910686-44-4, OCLC 315873251, BNF 41162075), p. 840-841.